# Bofjärden, Föglö
Bofjärden är ett sund i Föglö kommun på Åland. Den utgör tillsammans med Brändöströmmen, sundets smalare fortsättning i norr, skiljande vatten mellan kommundelarna Sonnbodalandet i väster och Östersocken i öster.
Bofjärden går i nordöst–sydvästlig riktning. På västra sidan gränsar sundet till byn Sonboda och ön Näversholma, på östra till byarna Sanda och Skogboda.
Ungefär där Bofjärden möter Brändöströmmen finns Brändöströmsbron som förbinder Östersocken med resten av Föglö.
Namnet Bofjärden är en sammansättning av orden bod och fjärd. Var de bodar funnits som gett namn åt fjärden är inte känt.